# غارث وليامز
غارث وليامز (بالإنجليزية: Garth Williams)‏ هو فنان قصص مصورة أمريكي، ولد في 16 أبريل 1912 في نيويورك في الولايات المتحدة، وتوفي في 8 مايو 1996 في ولاية غواناخواتو في المكسيك.

## وصلات خارجية
- الموقع الرسمي